# Николл, Джимми
Джеймс Майкл Ни́колл (англ. James Michael Nicholl; род. 28 декабря 1956, Гамильтон, Канада), более известный как Джи́мми Ни́колл (англ. Jimmy Nicholl) — североирландский футболист и футбольный тренер. Чаще всего выступал на позиции правого крайнего защитника, но мог сыграть и на других позициях в обороне.

## Футбольная карьера
Николл начал карьеру в молодёжной академии «Манчестер Юнайтед». В 1974 году он подписал с клубом профессиональный контракт, а дебютировал за основной состав 5 апреля 1975 года в матче против «Саутгемптона», в котором «Манчестер Юнайтед» выиграл со счётом 1:0. Николл помог «красным дьяволам» выиграть Кубок Англии 1977 года и выйти в финал Кубка Англии 1979 года.
Проведя за «Юнайтед» 248 матчей и забив 6 голов, в 1982 году Николл перешёл в «Сандерленд», сначала на правах аренды, а затем и на постоянной основе. Сыграв за «чёрных котов» 32 игры в сезоне 1982/83, он перешёл в канадский клуб «Торонто Близзард», в котором забил 11 голов в 77 матчах в течение следующих двух лет, после чего вернулся в Британию, подписав контракт с шотландским клубом «Рейнджерс».
В 1984 году Джимми вернулся в английский чемпионат, подписав контракт с клубом «Вест Бромвич Альбион». В 1986 году «Вест Бромвич» выбыл из Первого дивизиона, и Николл вернулся в «Рейнджерс», где выступал ещё три года и выиграл два чемпионата Шотландии.
После ухода из «Рейнджерс» в 1989 году Джимми подписал контракт с шотландским клубом «Данфермлин Атлетик», а 27 ноября 1990 года перешёл в «Рэйт Роверс», где он был играющим тренером. С «Райтом» он добился больших успехов, выиграв Кубок Шотландской лиги 27 ноября 1994 года — спустя ровно четыре года после своего прихода в клуб; а шесть месяцев спустя «Рэйт Роверс» стал чемпионом Первого дивизиона и вышел в Премьер-дивизион. Благодаря победе в Кубке Лиги «Рэйт» квалифицировался в Кубок УЕФА и достиг в нём второго раунда, в котором уступил будущим обладателям кубка, мюнхенской «Баварии».

## Тренерская карьера
В феврале 1996 года Джимми сыграл один матч за клуб «Бат Сити», завершившийся поражением 3:0 от «Маклсфилд Таун». Николл был удалён на 55 минуте встречи и больше не играл за клуб. 28 февраля 1996 года Николл был назначен главным тренером клуба «Миллуолл», который ещё за два месяца до этого возглавлял турнирную таблицу Дивизиона 1, а к концу февраля сильно потерял форму и начал спускаться вниз по таблице. Ему не удалось остановить регресс «Миллуолла» и по итогам сезона клуб вылетел во Второй дивизион. Он оставался в «Миллуолле» до конца февраля следующего года, после чего вернулся в «Райт Роверс» и проработал там ещё два года. 14 июня 1999 года он ушёл с поста главного тренера клуба, так как не смог вывести команду в высший дивизион.
В 1999 году Николл на протяжении 28 дней был главным тренером клуба «Данфермлин Атлетик», а затем работал ассистентом нового тренера клуба, Джимми Колдервуда. В мае 2004 года Николл последовал за Колдервудом, когда последний был назначен главным тренером «Абердина», вновь став его ассистентом. В мае 2009 года Николл и Колдервуд покинули «Абердин».

## Карьера в сборной
Никол выступал за сборную Северной Ирландии, проведя за неё 73 матча с 1976 по 1986 год.

## Достижения

### Личные
- Тренер года по версии Шотландской ассоциации футбольных журналистов: 1994/95